# Egilsson
Egilsson ist ein isländischer Name.

## Bedeutung
Der Name ist ein Patronym und bedeutet Sohn des Egill. Die weibliche Entsprechung ist Egilsdóttir (Tochter des Egill).

## Namensträger
- Árni Egilsson (* 1939), isländischer Bassist und Komponist
- Eagle Egilsson (* 1966), isländischer Kameramann und Regisseur
- Egill Egilsson (1942–2009), isländischer Physiker und Schriftsteller
- Gunnar Smári Egilsson (* 1961), isländischer Journalist, Verleger und Herausgeber
- Ólafur Egilsson (1564–1639), isländischer Geistlicher und Schriftsteller
- Sigurjón M. Egilsson (* 1954), isländischer Journalist
- Sveinbjörn Egilsson (1791–1852), isländischer Theologe, Übersetzer und Lyriker
- Vilhjálmur Egilsson (* 1952), isländischer Ökonom und Politiker